# Střední formát

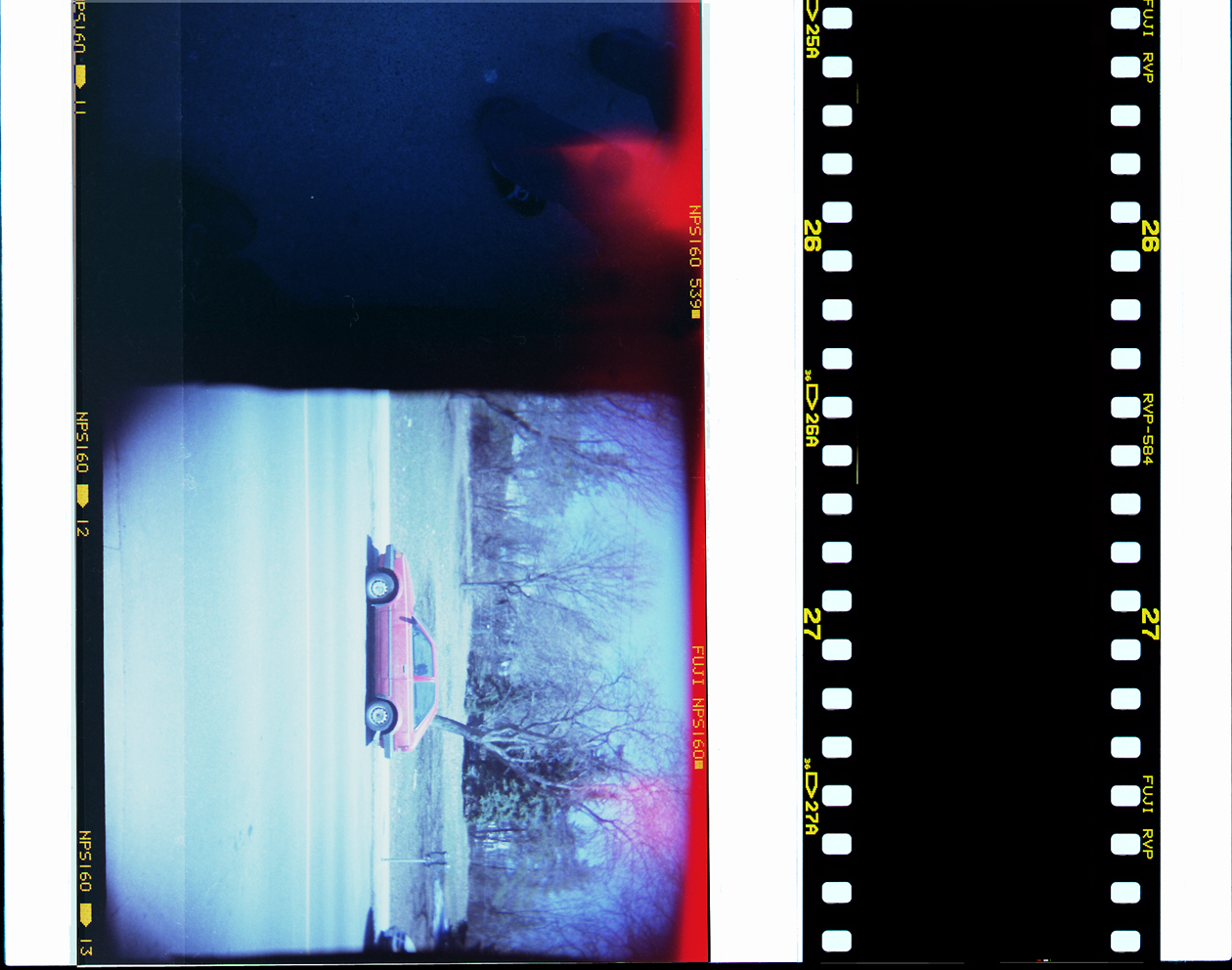
Porovnání velikosti středního formátu (vlevo) a klasického kinofilmu. Zobrazený svitkový film postrádá perforaci podél okrajů

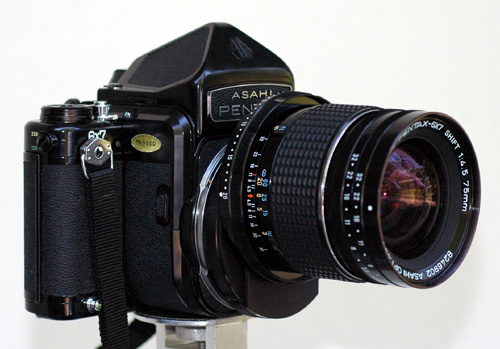
! Pentax 6x7 SLR

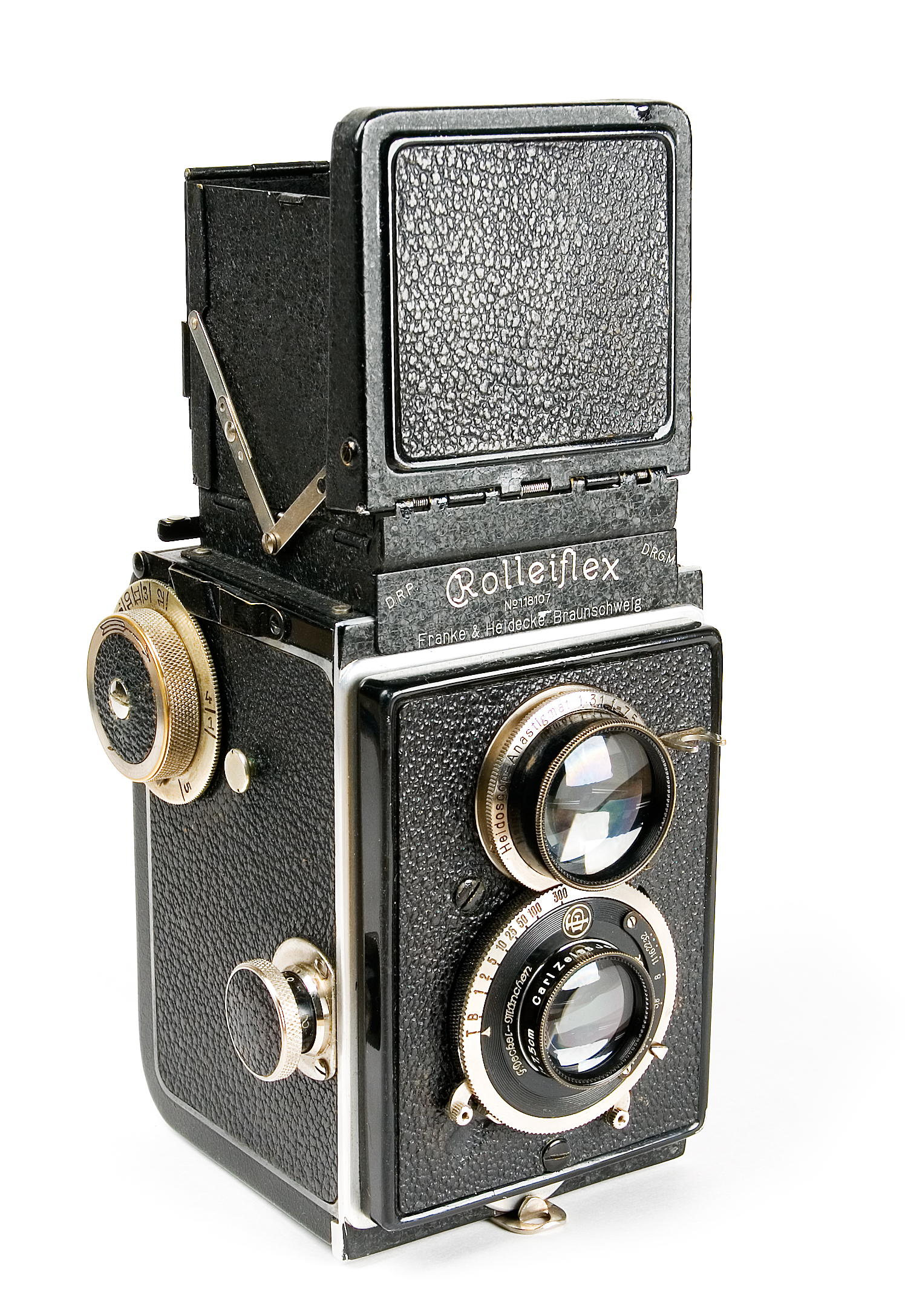
I Rolleiflex Original s objektivem Carl Zeiss Jena Tessar f/3.8

Střední formát je tradiční označení formátu filmu ve fotografii a s ní souvisejících fotoaparátů a zařízení, které používají tento formát. Nejčastěni to znamená svitkový film a negativy o rozměrech 6 x 9, 6 x 6 nebo 6 x 4,5 cm. Obecně platí, že se toto označení vztahuje na film a kamery používané k výrobě obrázků větších než 24x36 mm na filmech "135", ale menších než 4"× 5" (10×13 cm). Tato velikost je již považována za velký formát.
V digitální fotografii střední formát označuje buď fotoaparáty přizpůsobené střednímu formátu filmu, nebo fotoaparáty, které využívají snímače větší než u velikosti 35 mm filmu.
Často jsou klasické kamery středního formátu vybaveny zadní stěnou, která konvertuje signál do digitální podoby, ale některé z těchto digitálních stěn, zejména u raných modelů, používaly snímače menší než 35 mm.

## Nejznámější výrobci
- Bronica
- Contax
- Fujifilm
- Halina
- Hasselblad stanovil standardy pro střední formát v profesionální fotografii v roce 1948
- Holga
- Horseman
- Jenoptik Zeiss a Eyelike
- Kijev
- Mamiya
- Meopta
- Minolta
- Pentacon Six
- Pentax
- Phase One
- Rolleiflex
- Seagull Camera
- Sinar
- Yashica
- Graflex
- Omega
- Voigtländer
- Zeiss